# Piers Gaveston
Piers Gaveston, I conde de Cornualles (c. 1284-19 de junio de 1312), también conocido como Pieres de Gabaston, fue el favorito y amante del rey Eduardo II de Inglaterra. Causó una buena impresión en el rey Eduardo I, quien lo asignó a la casa de su hijo. La parcialidad del príncipe por Gaveston era tan extravagante que Eduardo I envió a Gaveston al exilio, pero fue llamado de vuelta unos meses más tarde, después de que la muerte del rey Eduardo I, condujera al ascenso de su hijo el príncipe, como Eduardo II. 
Gascón de nacimiento, Piers era hijo de sir Arnaud de Gabaston, soldado de Eduardo I de Inglaterra, y de Claramonde de Marsan. Arnaud había sido utilizado como rehén en dos ocasiones por el monarca francés; en la segunda ocasión, logró escapar y huir a Inglaterra con su hijo. Ambos entraron al servicio de la hacienda real, donde el buen hacer de Gaveston hizo que el rey le destacara como ejemplo para su propio hijo, el Príncipe Eduardo, convirtiéndole en compañero del heredero en 1300. El príncipe Eduardo quedó deslumbrado por Gaveston -un hombre docto en las artes de la guerra y las tácticas militares- que era conocido por su ingenio, educación y don de gentes, y le concedió un sinnúmero de honores y regalos. El Príncipe declaró también que amaba a Gaveston como a un hermano. Gaveston era también amigo íntimo de Roger Mortimer de Wigmore y fue nombrado custodio de sus propiedades tras la muerte del padre de Roger, lo que constituía un gran honor para Gaveston, ya que una herencia de esas dimensiones normalmente era encomendada a un miembro de la nobleza, lo que indicaría la consideración que el rey y el Príncipe tenían por Gaveston.

## Gaveston y Eduardo I
Aunque a Eduardo I de Inglaterra le gustaba Gaveston, desaprobaba la relación que se había establecido entre este y el príncipe, al considerar que la diferencia de rango era demasiado grande. Y cuando, en plena campaña de Escocia de 1306, Gaveston y otros veintiún caballeros, incluyendo Roger Mortimer, abandonaron las filas inglesas para presentarse a un torneo en Francia, el monarca inglés desató su ira.
Furioso, Eduardo I incautó las propiedades de todos los desertores, ordenó su arresto y los declaró traidores. Gaveston y sus compañeros se dirigieron al Príncipe Eduardo, suplicando su mediación; el príncipe, con la ayuda de su madrastra la reina Margarita consiguió el perdón real.
La mayoría fueron perdonados en enero de 1307 y volvieron a sus tierras. Gaveston, sin embargo, había caído en desgracia: el rey había descubierto que Piers y el Príncipe habían jurado ser compañeros de armas, protegerse el uno al otro y compartir sus posesiones. Para el rey, esto era impensable; no sólo era inapropiado para un futuro monarca estar vinculado por juramento a un plebeyo, incapaz de protegerse de futuros complots, sino que el juramento implicaba la amenaza de compartir el propio gobierno de Inglaterra con Gaveston. Su repulsa hacia Gaveston y la amistad que tenía con Eduardo se iba incrementado progresivamente.
El Príncipe, decidido a mantener su juramento con Gaveston, decidió ennoblecerle, concediéndole el Condado de Ponthieu, que era propiedad suya. Envió al Tesorero William Langton al Rey para informarle. Langton, postrado ante el rey, anunció: «Mi señor Rey, he sido enviado en nombre de mi señor el príncipe, vuestro hijo, aunque vive Dios, contra mi voluntad, para pedir en su nombre la licencia de elevar al caballero Piers Gaveston al rango de Conde de Ponthieu».
Esto, evidentemente, no agradó al monarca. Respondió a Langton, «¿Quién eres tú para atreverte a pedir tales cosas? ¡Como que vive Dios, si no fuera por el temor a Dios y porque dijiste al comienzo que desempeñabas este trabajo contra tu voluntad, no escaparías de mis manos!». El rey llamó al Príncipe a su presencia, exigiendo saber por qué había enviado a Langton. El príncipe replicó que deseaba el permiso del rey para conceder Ponthieu a Gaveston.
Según Ian Mortimer, al oír estas palabras, el rey, en plena explosión de furia, exclamó, "¡Maldito hijo de puta! ¿Quieres regalar tierras ahora? ¿Tú que nunca has ganado ninguna? ¡Vive Dios que si no temes destrozar el Reino, nunca disfrutarás tu herencia! Mientras hablaba, el Rey agarró al príncipe por la cabeza y le arrancó mechones de pelo; entonces le tiró al suelo y estuvo pateándole hasta quedar exhausto".
El Rey ordenó llamar a los nobles reunidos para el Parlamento en Carlisle, y ante ellos, desterró a Gaveston. Esta decisión parece haber sido tomada más para castigar al Príncipe Eduardo que a Gaveston; la conducta de este último había sido irreprochable y el rey le concedió una pensión mientras estuviera desterrado. Igualmente, obligó a Piers y a Eduardo a jurar que no se verían nunca más sin la autorización real. Gaveston partió entonces hacia Francia, con las bodegas repletas de regalos del príncipe. Pero tan pronto como murió Eduardo I en julio de 1307, el nuevo monarca hizo llamar a su "hermano Perrot" y le concedió el condado de Cornualles (que estaba destinado a Tomás de Brotherton, otro de los hijos de Eduardo I).

## Primera recuperación
Poco después de ser llamado nuevamente a la corte, Eduardo II concertó el matrimonio de Gaveston con Margaret de Clare, nieta del difunto Eduardo I y hermana del Conde de Gloucester, otro amigo de Piers y de Eduardo.
El matrimonio tuvo lugar poco después de los funerales del viejo monarca y se celebró en Berkhampstead, la Mansión de la reina Margarita. La boda de Gaveston marcó el comienzo de una interminable serie de festejos y diversiones, que continuaron en Kings Langley Palace en Hertfordshire, y fueron seguidos por un torneo celebrado por el Rey en honor de Gaveston en el castillo Wallingford. En él, los jóvenes caballeros de Gaveston derrotaron fácilmente a los representantes de los condes de Surrey, Hereford, y Arundel, lo que le valió al rey y a su privado la enemistad de estos.
Cuando Eduardo II partió hacia Francia en 1308 para celebrar sus bodas con Isabel de Francia, que contaba a la sazón con tan sólo 12 años de edad, nombró a Gaveston Regente en su ausencia, horrorizando a los Nobles ingleses; habrían esperado que Eduardo nombrara a un familiar o a un noble experimentado para ese cargo. Al nombrar a Gaveston, el monarca mostraba su fe en él, pero esto convertía al favorito en un hombre todavía más impopular. El propio Gaveston no hizo ningún movimiento durante su breve regencia de dos semanas.
El valido tampoco fue del agrado de la nueva reina consorte. Los dos hombres, aproximadamente de la misma edad, pudieran estar manteniendo una relación homosexual y el que Eduardo prefiriera la compañía de Gaveston en lugar de la de la reina parece haber sido uno de los motivos de desencuentro en el matrimonio real.
La conducta de Gaveston durante los festejos de la coronación es especialmente significativa: hizo su aparición vestido en púrpura real, en lugar de la ropa de oro propia de un conde, y pasó la tarde charlando y bromeando con Eduardo (que ignoró completamente a su novia, su hermano y sus tíos en favor de Gaveston). Finalmente vino a saberse que todo el oro y las joyas recibidos por el matrimonio como regalos de boda habían sido entregados al favorito.

## Estancia en Irlanda y regreso
Tras el bochornoso espectáculo ofrecido durante la coronación, los nobles obligaron a Eduardo a desterrar a Gaveston; Eduardo, sin embargo, le nombró Lord Teniente de Irlanda, un cargo que implicaba autoridad, honor y dignidad. Una vez en Irlanda, Gaveston tuvo varios enfrentamientos con Roger Mortimer, que se encontraba en aquellos momentos en la isla. Para el verano de 1309, Gaveston había logrado una sólida reputación como administrador militar, tras reforzar Dublín y asegurar el dominio inglés. Tras varias maniobras por parte de Eduardo II, Gavestón abandonó Irlanda el 23 de julio de 1309 con dirección a Stamford via Tintagel, sede del Parlamento inglés en aquellas fechas.
Desgraciadamente, Gaveston consiguió hacerse nuevos enemigos rápidamente: el apacible Aymer de Valence, al que Gaveston había ofendido al referirse a él como 'José el Judío' y Tomás Plantagenet, II conde de Lancaster, primo de Eduardo II y el segundo noble más poderoso de Inglaterra después del rey. Este último juró destruir a Gaveston cuando, tras haber sido provocado por él en varias ocasiones, el favorito convenció a Eduardo de despedir a uno de los criados de Lancaster. Encabezados por Lancaster, un poderoso grupo de condes exigieron al rey un nuevo destierro de Gaveston. Muy pocos permanecieron junto al monarca, y entre los que lo hicieron había nobles como el conde de Surrey que había jurado odio eterno al valido.
Finalmente, tras la desastrosa campaña escocesa de 1310-1311, Gaveston fue desterrado una vez más.

## Muerte

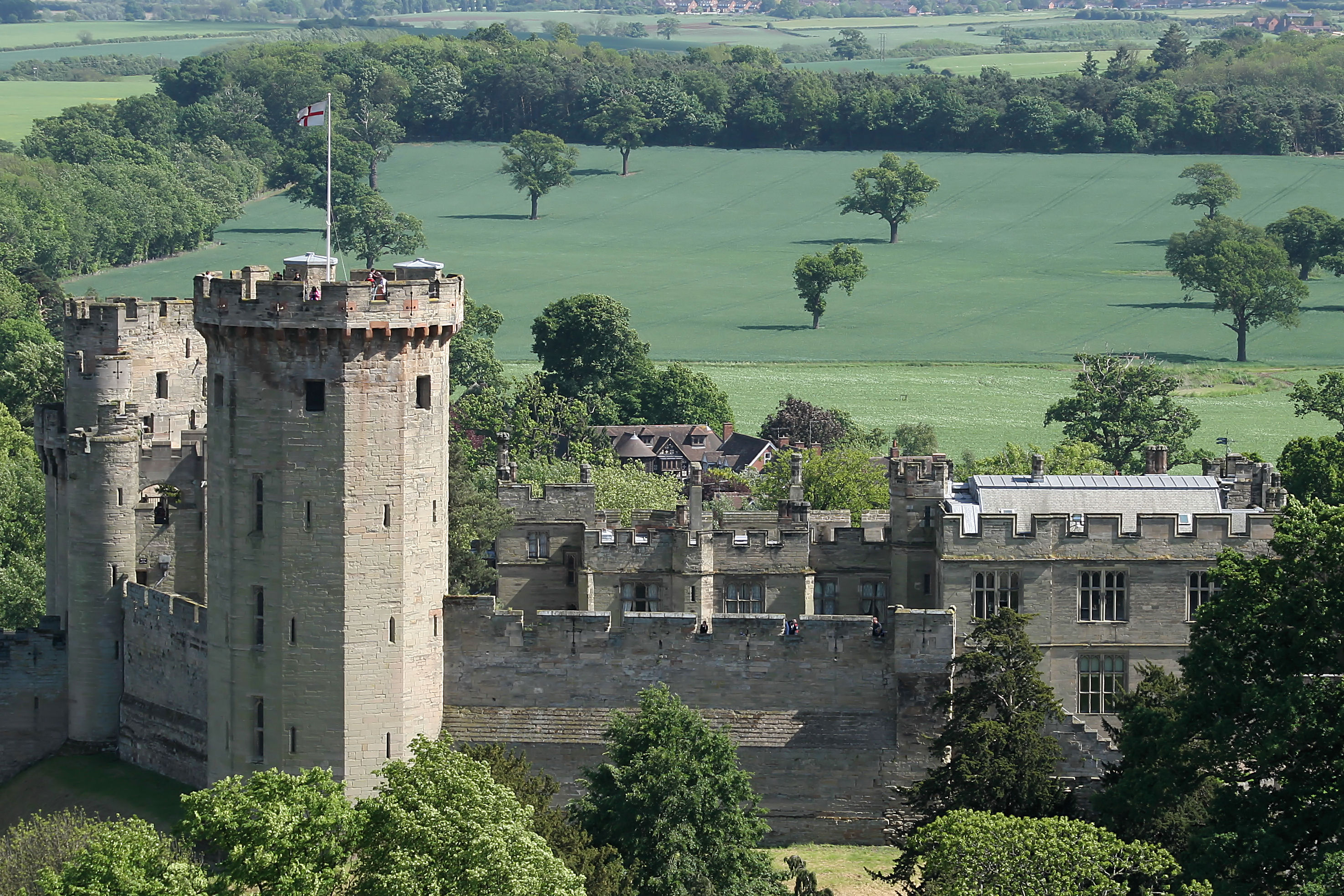
Vista del castillo Warwick desde la Iglesia de St. Mary

Cuando Gaveston regresó a Inglaterra en 1312 se encontró con un ambiente sumamente hostil, en el que Tomás Plantagenet había preparado un ejército para enfrentarse a Gaveston y al rey. El 4 de mayo, Lancaster atacó Newcastle, donde se hallaban el monarca y su valido, huyendo ambos hacia el castillo de Scarborough y dejando tras de sí su tesoro y ejército, del que se apropió Lancaster. Eduardo se dirigió hacia el sur para organizar un ejército, dejando a Gaveston en Scarborough. Lancaster envió inmediatamente su ejército contra Gaveston para tratar de aislarle del rey. Temiendo por su vida, Gaveston se rindió a Aymer de Valence, II conde de Pembroke, que juró proteger a Gaveston con sus tierras y títulos. Sin embargo, Gaveston fue capturado por Guy de Beauchamp, X conde de Warwick en Oxfordshire y llevado al castillo de Warwick.
Allí permaneció nueve días hasta la llegada de Tomás Plantagenet. El conde de Lancaster dijo entonces, "Mientras él viva, no habrá lugar seguro en el reino de Inglaterra". El 19 de junio, Gaveston fue llevado a Blacklow Hill, propiedad de Lancaster y asesinado por dos galeses, que le atravesaron con una espada antes de decapitarlo cuando estaba sobre la hierba.

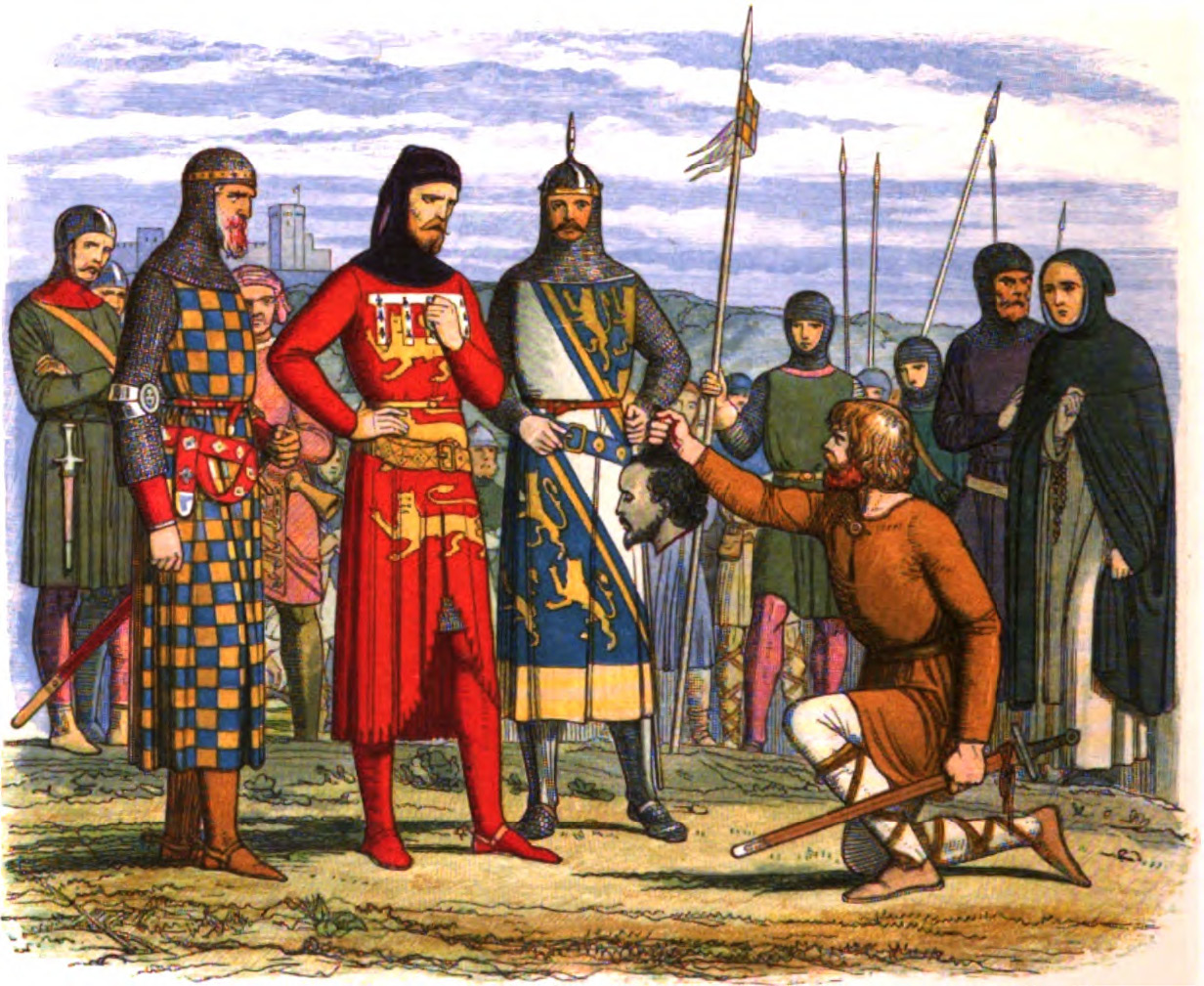
La cabeza de Gaveston mostrada al conde de Lancaster. James William Edmund Doyle (1864).

Le sobrevivieron su esposa Margaret y un pequeño bebé, Joan. El conde de Pembroke, que había jurado protegerle y que incluso había tratado de reclutar un pequeño ejército para liberarle, quedó conmocionado por su muerte.
Eduardo II, al tener conocimiento de los hechos, reaccionó con furia en un primer momento, que acabaría convirtiéndose en un odio frío y en deseo de destruir a los asesinos de Gaveston. Diez años después, vengó la muerte de Gaveston al conseguir que el conde de Lancaster fuera ejecutado.